# Chiesa di San Leonardo (Tavagnacco)
La chiesa di San Leonardo è la parrocchiale di Cavalicco, frazione di Tavagnacco, in provincia ed arcidiocesi di Udine; fa parte del vicariato urbano di Udine

## Storia
Alla fine del 1842 cominciarono l'edificazione della nuova parrocchiale di Cavalicco. I lavori vennero, però, lasciati in sospeso poco tempo dopo a causa della morte del parroco. Soltanto nel 1870 rinacque l'interesse per la chiesa, che, per interessamento sia di papa Pio IX sia del sindaco, venne completata ed aperta al culto nel 1872.
La nuova parrocchiale di Cavalicco fu consacrata nel 1927.

## Galleria d'immagini

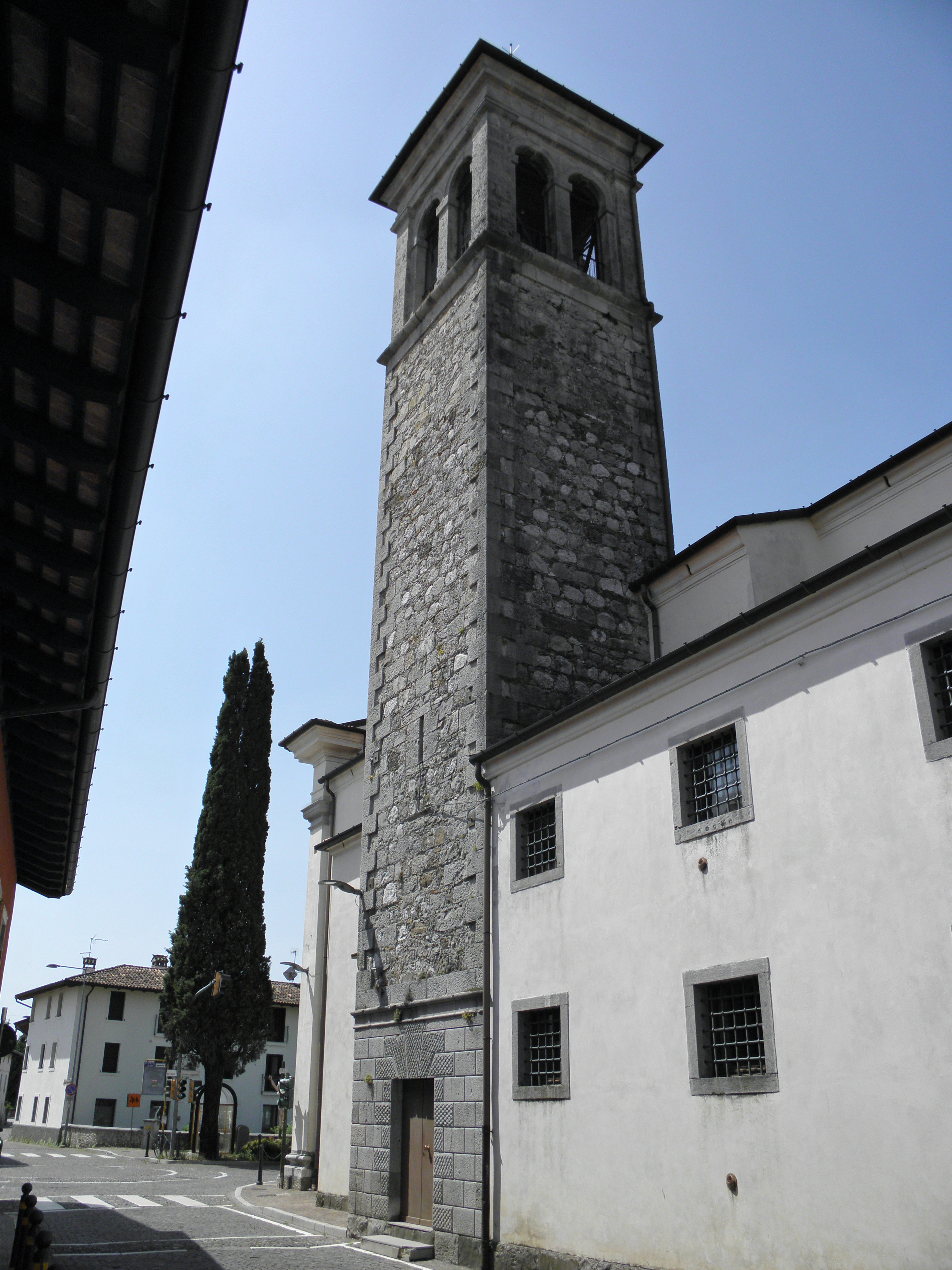
Il campanile
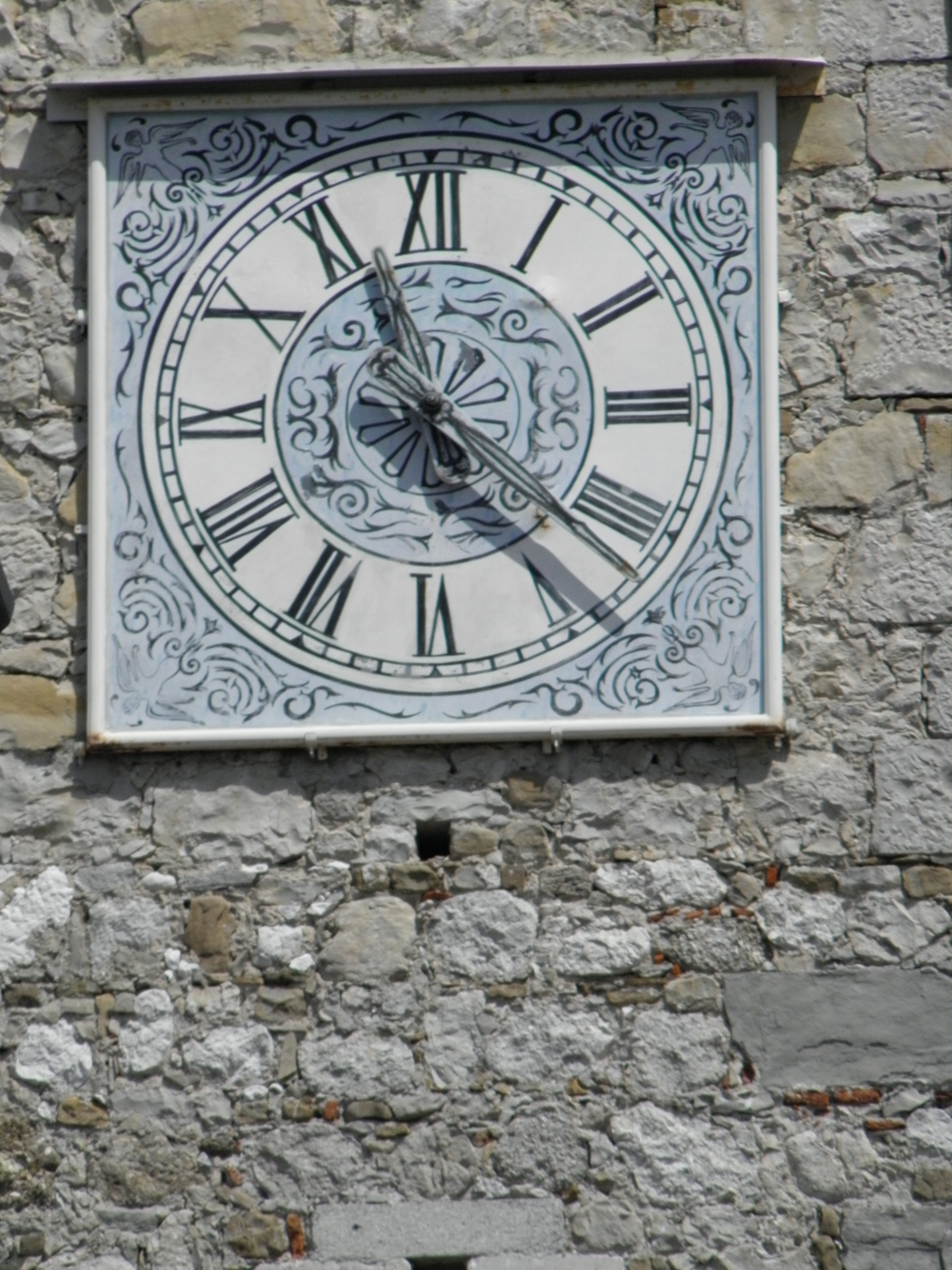
L'orologio del campanile
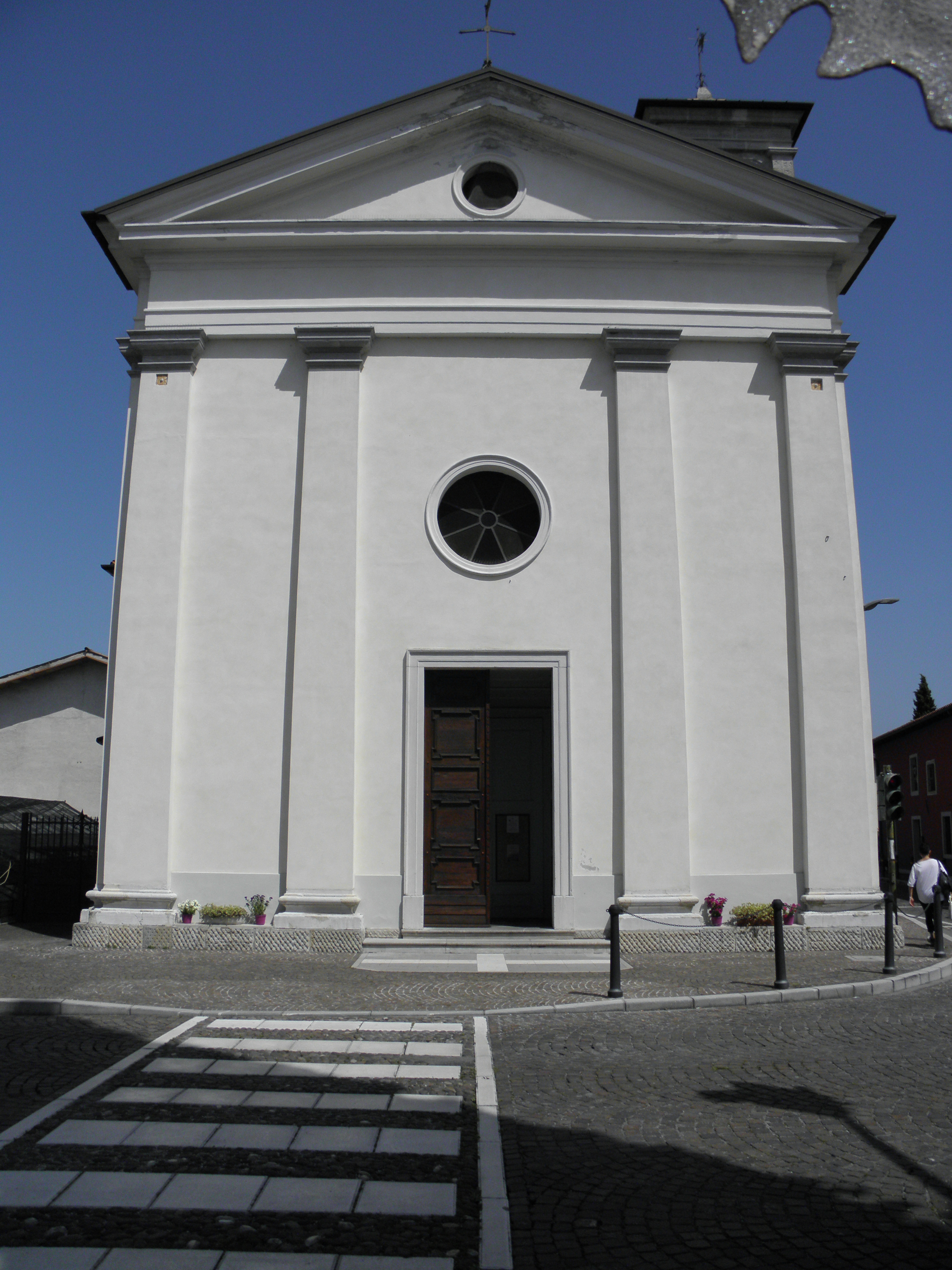
La facciata
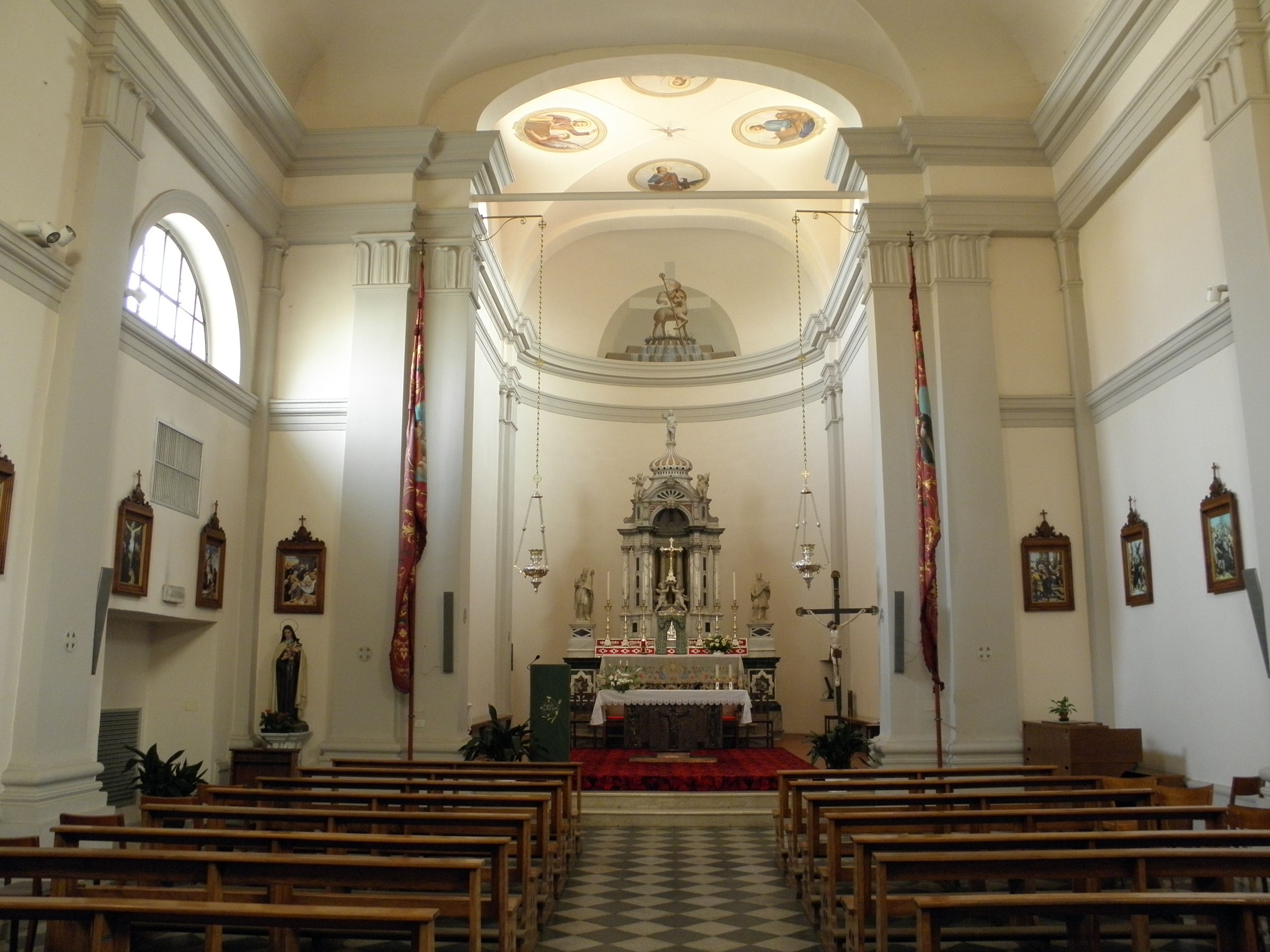
L'interno